# Chris Kanyon
Chris Kanyon, właśc. Christopher Klucsarits (ur. 4 stycznia 1970 w Nowym Jorku, zm. 2 kwietnia 2010 tamże) – amerykański wrestler pochodzenia bułgarskiego. Pracował dla federacji World Championship Wrestling (WCW) i World Wrestling Entertainment (WWE).

## Życiorys
W 1992 został absolwentem State University of New York at Buffalo, gdzie studiował fizjoterapię i był członkiem klubu futbolowego Szalone Żółwie (ang. Mad Turtles).
Pierwszą walkę stoczył 5 kwietnia 1992 w Island Trees Junior High School w Levittown NY. Przez następne trzy lata pracował jako fizjoterapeuta. W 1995 rozpoczął karierę profesjonalnego wrestlera. Walczył wspólnie z Billym Kidmanem jako tag team jednocześnie trenując u The Fabulous Moolah i Afy Anoa'i.
W federacji World Championship Wrestling zadebiutował jako członek tag teamu Men at Work. Następnie rozpoczął karierę indywidualną. 5 lipca 2001 przeszedł do World Wrestling Federation.
4 lutego 2006, podczas walki toczonej dla niezależnej organizacji Blood Sweat and Ears (BSE Pro) w Greater Sudbury w kanadyjskiej prowincji Ontario, Kanyon wyznał, iż jest zmęczony życiem "w ukryciu" i zdeklarował się jako homoseksualista. Wyznał także, że został zwolniony z WWE z powodu własnej orientacji seksualnej.

## Osiągnięcia
World Championship Wrestling
- WCW World Tag Team Championship (2x)

World Wrestling Federation
- WCW United States Championship
- WWF Tag Team Championship